# 瓦納庫尼山
14°51′S 69°10′W / 14.850°S 69.167°W
瓦納庫尼山（Huanacuni），是玻利維亞的山峰，位於該國西部拉巴斯省，處於科洛洛湖以東，屬於安第斯山脈中阿波洛班巴山脈的一部分，海拔高度5,796米。